# Остшешовски окръг
Остшешовски окръг (на полски: Powiat ostrzeszowski) е окръг в Централна Полша, Великополско войводство. Заема площ от 772,63 km². Административен център е град Остшешов.

## География
Окръгът се намира в историческата област Велюнска земя. Разположен е в южната част на войводството.

## Население
Населението на окръга възлиза на 55 487 души (2012). Гъстотата е 72 души/km².

## Административно деление
Административно окръгът е разделен на 7 общини.
Градско-селски общини
- Грабов над Проснон
- Микстат
- Остшешов

Селски общини
- Дорухов
- Кобиля Гуюра
- Крашевице
- Чайков

## Галерия
- Грабов над Проснон
- Микстат
- Остшешов